# Stanisław Szczepański (wojewoda)
Stanisław Tomasz Szczepański (ur. 13 grudnia 1929, zm. 29 kwietnia 2007) – polski działacz partyjny i państwowy, wojewoda krośnieński (1977–1980), wiceminister handlu wewnętrznego i usług (1976–1977), przemysłu spożywczego i skupu (1980–1981) oraz rolnictwa i gospodarki żywnościowej (1981–1984).

## Życiorys
Wstąpił do Polskiej Zjednoczonej Partii Robotniczej. Związany z Wydziałem Rolnym Komitetu Centralnego PZPR kolejno jako instruktor (1955–1964), starszy instruktor (1964–1965), inspektor (1965–1966) i zastępca kierownika (1966–1971). W 1971 zastępca kierownika Wydziału Organizacyjnego KC PZPR.
Od 15 maja 1976 do 7 września 1977 podsekretarz stanu w Ministerstwie Handlu Wewnętrznego i Usług, następnie od 8 września 1977 do 8 maja 1980 zajmował stanowisko wojewody krośnieńskiego. Ponownie podsekretarz stanu w Ministerstwie Przemysłu Spożywczego i Skupu (8 maja 1980 – 19 sierpnia 1981) oraz Ministerstwie Rolnictwa i Gospodarki Żywnościowej (19 sierpnia 1981 – 30 maja 1984). Następnie powrócił na fotel zastępcy kierownika Wydziału Rolnego KC PZPR (1984–1989), po czym zajmował tożsame stanowisko w Wydziale Wsi i Polityki Rolnej Komitetu Centralnego (1989).
Pochowany na Cmentarzu Wojskowym na Powązkach.